# グリーンノート
グリーンノート（green note）は、株式会社グリーンアップルによる日本の声優プロダクション。声優の仙台エリが代表を務める。

## 概要
アミュレートを退所後、フリーランスでの活動を続けていた声優の仙台エリだったが、1年経過した頃に「フリーランスになったマネージャーさんがいるから、ちょっと会ってくれないか」と相談されたことを切っ掛けに2020年7月に個人事務所として設立された。しかし、仙台が声優仲間の尾崎真実に立ち上げについて話したところ、尾崎も所属することとなった。さらに新人声優の高橋理勇も所属することとなり、3人の所属者でスタートすることとなった。設立発表時、ウェブサイトは製作中とされていたが、2021年10月に公開されている。
当初はオフィスを構えない事務所体系だったが、2020年11月より加入したマネージャーの提案より、2021年4月よりマンションに入居している。
事務所名の「グリーン」は安心安全や新緑が芽吹くような繁栄の緑色をイメージしており、「ノート」は音階のことを指し、声を使ってたくさんの音色を奏でることから名付けられている。

## 所属声優
※2025年8月時点
- 仙台エリ（代表）
- 優希比呂
- 西連寺亜希
- 高橋理勇
- 綾瀬マリア

## かつて所属していた声優
- 岡本理絵[7][8]（現所属：ハルクオリア）
- 桜咲千依[9]（フリー）
- 尾崎真実[10][11]（現所属：ハルクオリア）
- 紺乃千鶴[10][12]（フリー）
- 緒乃冬華（現所属：アル・シェア）